# Брэдбери (Калифорния)
Брэдбери (англ. Bradbury) — маленький город округа Лос-Анджелес, расположенный в долине Сан-Габриэль в предгорье Сан-Габриель. Численность населения: 855 человек; площадь: 4,95 км².
Статус города был получен 26 июля 1957 года.

## География
Географически Брэдбери расположен в предгорье Сан-Габриель и окружен Национальным лесом Анджелес. На западе расположен город Монровия; на юге и востоке — Дуарти. Площадь города составляет 4,95 км².

## Демография
Согласно данным переписи 2000 года, численность населения Брэдбери равна 855 человек. Расовый состав таков: 70,53% белых, 19,53% азиатов, 1,75% афроамериканцев, 0,23% коренных американцев, 5,61% других рас.
Возрастной состав следующий: 24,7% — до 18 лет; 5,7% — от 18 до 24 лет; 25,5% — с 25 до 44 лет; 28,8% — от 45 до 64 лет; 15,3% — 65 лет и старше. Средний возраст составил 42 лет. На каждые 100 женщин приходится 90,4 мужчин. На каждые 100 женщин возрастом более 18 лет насчитывалось 95,2 мужчин.